# Бухет
Бухет (њем. Buchet) општина је у њемачкој савезној држави Рајна-Палатинат. Једно је од 235 општинских средишта округа Ајфелкрајс Битбург-Прим. Према процјени из 2010. у општини је живјело 246 становника. Посједује регионалну шифру (AGS) 7232208.

## Географски и демографски подаци
Бухет се налази у савезној држави Рајна-Палатинат у округу Ајфелкрајс Битбург-Прим. Општина се налази на надморској висини од 520 метара. Површина општине износи 13,3 km². У самом мјесту је, према процјени из 2010. године, живјело 246 становника. Просјечна густина становништва износи 18 становника/km².